# Hall-Insel (Franz-Josef-Land)
Die Hall-Insel (russisch Остров Галля, Ostrow Gallja) ist eine Insel im Süden des zu Russland gehörenden Franz-Josef-Lands im Arktischen Ozean. Die Insel ist benannt nach dem US-amerikanischen Polarforscher Charles Francis Hall.

## Geographie

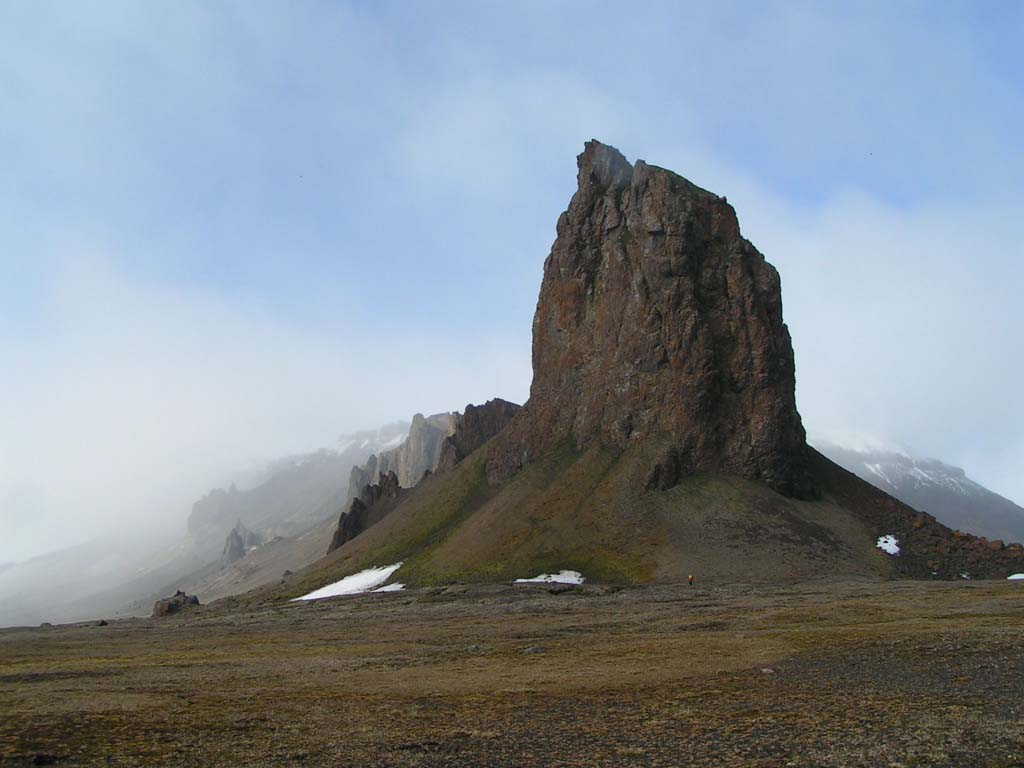
Kap Tegetthoff

Mit rund 1049 km² Fläche ist die Hall-Insel die fünftgrößte Insel des Archipels. Ihr mit 502 m höchster Punkt liegt im Südwesten der Insel nahe der Küste. Große Teile der Insel sind ganzjährig von Eis bedeckt. Zwei markante Landspitzen liegen an der im Sommer eisfreien Südküste der Insel: Kap Tegetthoff  und an der Ostspitze Kap Frankfurt.
Durch den Rückzug des Sonnklar-Gletschers während der letzten Jahrzehnte ist aus der Littrow-Halbinsel im Südosten die 65 km² große Littrow-Insel geworden, die von der Hall-Insel durch die Nordenskjöld-Straße getrennt ist.

## Geschichte
Die Insel wurde offiziell am 30. August 1873 als erste Insel des Archipels durch die Österreichisch-Ungarische Nordpolexpedition unter Leitung von Julius Payer und Carl Weyprecht entdeckt. Bei seinem zweiten Versuch, den Nordpol zu erreichen, errichtete der US-Amerikaner Walter Wellman 1898 bei Kap Tegetthoff sein Basislager. Das Kap ist benannt nach Weyprechts Expeditionsschiff Admiral Tegetthoff, das wiederum seinen Namen zu Ehren Wilhelms von Tegetthoffs erhielt, eines Admirals der österreichisch-ungarischen Kriegsmarine.